# Luperina desyllesi
Luperina desyllesi là một loài bướm đêm trong họ Noctuidae.